# مالک مک لمور
مالک مک لمور (انگلیسی: Malik McLemore؛ زادهٔ ۱۶ ژانویهٔ ۱۹۹۷) بازیکن فوتبال اهل آلمان است.
از باشگاه‌هایی که در آن بازی کرده‌است می‌توان به باشگاه فوتبال گروتر فورث اشاره کرد.